# Stock Beck (River Ribble)
Der Stock Beck ist ein Wasserlauf in Lancashire, England. Er entsteht an der Nordseite des Weets Hill südwestlich von Barnoldswick. Er fließt zunächst in nordöstlicher Richtung nach Barnoldswick und wechselt bei der Durchquerung des Ortes seine Richtung auf Norden. Südlich von Horton nach dem Unterqueren der A59 road wechselt er seine Richtung auf Westen. Er fließt in diese Richtung bis zur Mündung in den River Ribble nördlich von Gisburn.